# Zukunftsfonds der Republik Österreich
Der Zukunftsfonds der Republik Österreich soll in Projekte fördern, die entweder Verbrechen aus der Zeit des Nationalsozialismus im Gebiet Österreichs untersuchen oder zukunftsorientiert für Toleranz, Menschenrechte und Demokratie  und gegen Diskriminierung und Antisemitismus ausgerichtet sind.

## Geschichte und Kuratorium
Der Fonds besteht seit dem 1. Jänner 2006, sein Kapital waren zunächst die Restmittel des Österreichischen Versöhnungsfonds.
Von 2006 bis 2010 war Landeshauptmann a. D. Waltraud Klasnic Vorsitzende des Kuratoriums des Zukunftsfonds, von Jänner 2011 bis September 2019 war frühere Präsident des Wiener Stadtschulrates, Kurt Scholz Vorsitzender, seit Oktober 2019 ist Herwig Hösele, der zuvor von 2011 bis 2019 Generalsekretär war, in dieser Funktion. Seit Herbst 2019 ist Anita Dumfahrt Generalsekretärin des Fonds.

## Volumen und Projekte
Der Fonds wurde Ende 2005 als verzehrender Fonds zunächst mit 20 Millionen Euro dotiert und 2017 und 2022 für jeweils fünf weitere Jahre nachdotiert. Jährlich können 2 Millionen Euro an Fördermitteln vergeben werden.
Die Projekte werden zunächst durch einen Projektförderungsbeirat begutachtet. Die endgültige Entscheidung über die Förderung trifft ein siebenköpfiges Kuratorium als oberstes Organ des Zukunftsfonds.
Von 2006 bis Mitte 2023 konnten rund 3.500 Projekte gefördert werden. Es handelt sich um wissenschaftliche, zivilgesellschaftliche und künstlerische Projekte, Veranstaltungen, Symposien, Ausstellungen, Publikationen, Filme und digitale Initiativen. Der Großteil von ihnen ist in Österreich angesiedelt. Es wurden aber auch Aktivitäten in anderen Ländern gefördert, u. a. in den USA, Israel, Deutschland, Polen, Lettland, Ungarn, Tschechien, Frankreich, Argentinien, Brasilien und Venezuela.